# 寺﨑秀俊
寺﨑 秀俊（てらさき ひでとし、1968年〈昭和43年〉9月18日 - ）は、日本の自治・総務官僚。
内閣官房内閣審議官（内閣官房副長官補付）、復興庁統括官付審議官、内閣府大臣官房審議官（地方分権改革担当）、内閣府道州制特区担当室長、内閣府地方分権改革推進室長、神戸市副市長、熊本市副市長などを歴任。

## 来歴
神戸市垂水区出身。1991年（平成3年）3月、東京大学法学部を卒業。同年4月、自治省に入省。入省後、鹿児島県財政課長、総務省大臣官房企画課課長補佐、自治税務局企画課税務企画官、総務省大臣官房政策評価広報課広報室長、熊本市副市長、自治体国際化協会審議役、内閣官房内閣参事官（内閣総務官室）などを歴任。
2017年（平成29年）7月11日、自治税務局都道府県税課長に就任。
2018年（平成30年）4月1日、神戸市副市長に就任。教育、子育て分野などを担当し、在任中に 東須磨小学校における教員間のいじめ問題が発生した。また、小中学校の臨時休校に関して感染拡大の状況を踏まえて2020年（令和2年）4月からの学校再開を延期する判断をした。この他、新型コロナウイルス感染症対応の検証を統括した。2020年（令和2年）7月12日、副市長を辞任。翌7月13日、自治税務局企画課長兼市町村税課長に就任。同年7月20日、自治税務局市町村税課長の併任を解除。
2021年（令和3年）7月1日、総務省大臣官房付に異動し、内閣官房内閣審議官（内閣官房副長官補付）兼内閣府大臣官房審議官（地方分権改革担当）兼内閣府道州制特区担当室長兼内閣府地方分権改革推進室長に就任。
2022年（令和4年）6月28日、内閣官房内閣審議官（内閣官房副長官補付）兼復興庁統括官付審議官に就任。
2024年（令和6年）7月5日、自治税務局長に就任。

#### リスト
1. ↑  [2][5][6][7]
2. ↑  [2][9][10]